# Dorhynchus rostratus
Dorhynchus rostratus is een krabbensoort uit de familie van de Inachidae. De wetenschappelijke naam van de soort is voor het eerst geldig gepubliceerd in 1932 door Sakai.